# 英格丽·褒曼
英格丽·褒曼（1915年8月29日—1982年8月29日），生于瑞典首都斯德哥尔摩，瑞典国宝级女演員，曾获得3项奥斯卡金像奖（两座奥斯卡最佳女主角奖及一座奥斯卡最佳女配角奖），並主演影史經典影片《北非谍影》。1999年，美國電影學會選她為AFI百年百大明星第4名。
2015年在她百歲冥誕之際，第68屆坎城影展海報主視覺，是以她的的清爽笑容作為緬懷。戛纳电影节表示，她是摩登偶像，自由女性，也是大膽的演員。是好莱坞明星，也是意大利新现实主义要角，飾演于多種角色，落腳于各個國家，但從未失去她的優雅和單純。自由、無畏與現代主義是影展年復一年透過獲獎藝術家和電影所強調的價值，曾於1973年擔任第26屆坎城影展評審團主席的英格丽·褒曼也鼓勵電影節朝這一價值方向行進。影展期間播放了紀錄片《英格麗·褒曼》，伴隨著其兒女們的回憶回顧了英格丽·褒曼的一生。

## 生平

### 早年：1915年－1938年
英格麗·褒曼這個名字是她的父母以瑞典的英格丽德公主（Ingrid of Sweden）命名的，她於1915年8月29日出生在瑞典斯德哥尔摩，父親尤斯圖斯·薩繆爾·褒曼為瑞典人，母親弗里德爾·褒曼則為德國人。英格丽·褒曼的父親與母親分別在她13歲及3歲時去世。英格丽·褒曼於是被送到一位叔叔身邊與他一起生活，不過他也在6個月後死於心臟併發症。所以英格丽·褒曼後來是由另一位叔叔與嬸嬸扶養長大，當時他們已經擁有4個孩子。

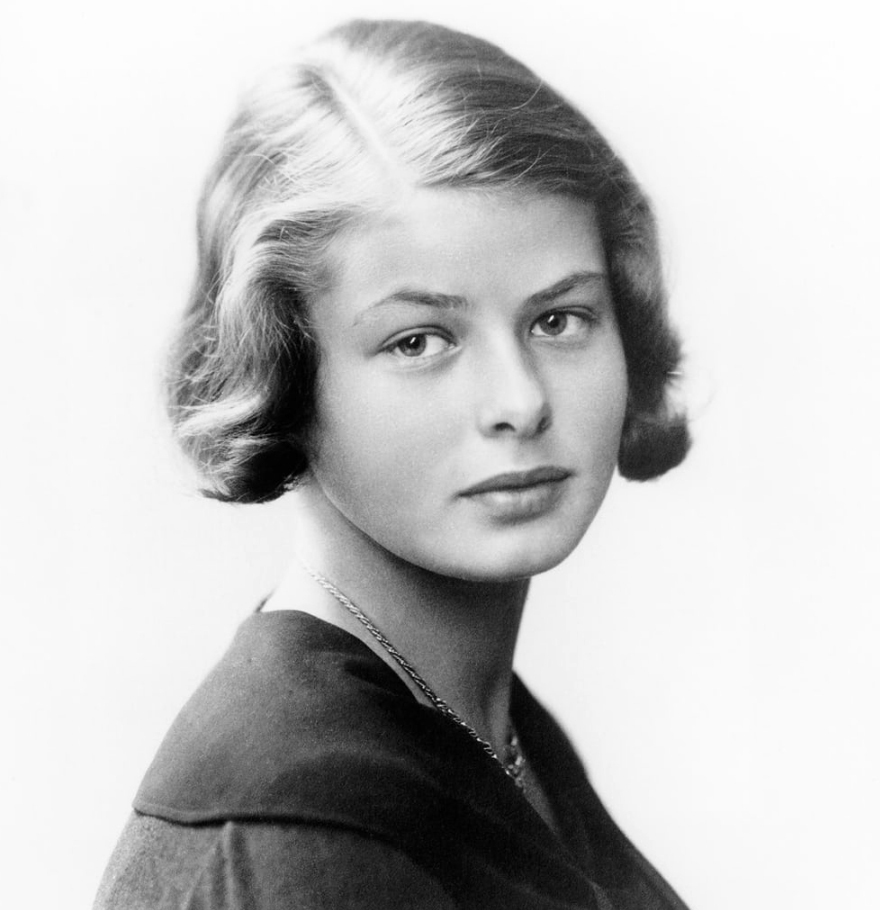
15歳的英格麗·褒曼

英格丽·褒曼在17歲時進入斯德哥爾摩的瑞典皇家劇院學習過表演，她在夏季首次休息期間被瑞典電影製片廠所僱用，因此也導致英格丽·褒曼在1年後離開皇家劇院，全心投入電影演出。她離開皇家劇院後的第一次演出是1935年的《Munkbrogreven》（雖然之前英格丽·褒曼曾在《Landskamp》中扮演過臨時演員）。
21歲的英格麗·褒曼在1937年7月10日與牙醫佩特·林德斯特羅姆（他後來成為一位神經外科醫生）結為夫妻，他們的女兒皮亞·林德斯特倫則於1938年9月20日出生。
在瑞典與德國分別演出12部（包括《En kvinnas ansikte》，這部電影後來被翻拍成《女人的面孔》，由瓊·克勞馥所主演）及1部電影後，英格麗‧褒曼受到好莱坞製作人大卫·O·塞尔兹尼克的邀請，主演了她於1936年演出的瑞典語電影《間奏曲》（Intermezzo）的1939年英語翻拍版。這部片得到巨大的成功，英格丽·褒曼也因此成為明星，被形容成「瑞典送給好萊塢一個燦爛的禮物」。在這時期她與其他好萊塢的女明星相異的是︰她未曾改變她的名字、她完全自然、沒有任何化妝的演出，英格丽·褒曼也是身材最高挑的女主角之一。

### 好萊塢時期：1938年－1949年

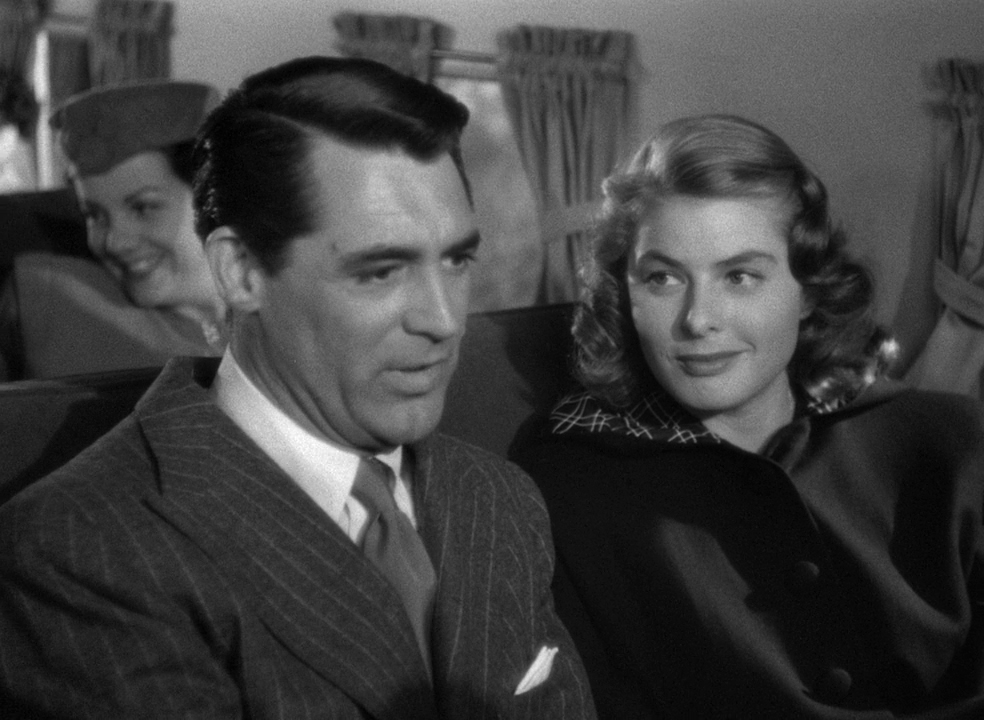
《美人記》中的英格麗·褒曼與加里·格兰特

在瑞典完成最後1部電影後，並在美國演出3部成功的作品後，英格丽·褒曼與亨弗莱·鲍嘉共同主演了1942年的經典《北非谍影》。她在《北非諜影》中的演出也許是她的演員生涯中最著名的一次。英格麗·褒曼並不認為她在《北非諜影》的演出是她的最愛：「我演出許多更重要的電影，但這是人們會想去談論的唯一一部關於亨弗莱·鲍嘉的電影。」關於亨弗莱·鲍嘉，她則是說：「我不曾真正了解他，我親了他，但我不了解他。」
在1943年中，英格丽·褒曼以《戰地鐘聲》（For Whom the Bell Tolls）首次入圍奧斯卡最佳女主角獎，也是她主演的第一部彩色電影。隔年她則以《煤气灯下》贏得1944年奧斯卡最佳女主角獎。芭芭拉·史坦華（Barbara Stanwyck）於1944年在奧斯卡最佳女主角獎輸給英格丽·褒曼之後，她說她是「英格丽·褒曼影迷俱樂部成員之一」、「我對於沒有獲獎並不全然感到難過，因為我最愛的演員贏得這座獎，她憑著演技來獲得它。」褒曼在1945年再度以《聖瑪麗的鐘聲》（The Bells of St. Mary's）入圍奧斯卡最佳女主角，這是她連續3年入圍這座獎項。英格丽·褒曼曾經考慮在1944年的《王國的鑰匙》（The Keys of the Kingdom）中飾演聖母瑪利亞-維羅妮卡牧師（Maria-Veronica）修道院院長的角色，不過最終是由蘿絲·斯特拉德納來演出，她也是電影製作人约瑟夫·曼凯维奇的第2任妻子。
後來，英格丽·褒曼以《聖女貞德 (1948年電影)》（Joan of Arc）再度入圍奧斯卡最佳女主角獎，這是一部维克托·弗莱明（Victor Fleming）獨立製作的影片，最初是由雷电华电影上映。自從英格丽·褒曼來到好萊塢之後，她對於這次演出詮釋的相當好。其中一個原因是英格丽·褒曼曾在馬克斯韋爾·安德森（Maxwell L. Anderson）的百老匯舞台劇《聖女貞德》（Joan of Lorraine）中演出。部分因為與羅伯托·羅塞里尼的醜聞，這部電影並沒有造成廣泛的回響，並且得到嚴厲的批評。它後來被修剪掉45分鐘，直到1998年才修復成完整的版本，並在2004年發行DVD，所以後來的觀眾可以觀賞到導演想要呈現的內容。
英格丽·褒曼也主演了亞弗列·希治閣執導的《意亂情迷》、《美人記》與《風流夜合花》。在拍攝《風流夜合花》的這一年中，英格丽·褒曼認識了義大利導演羅伯托·羅塞里尼，也是他們後來遭受到社會大眾負面批評的開端。英格丽·褒曼在1940年代時也是演技指導麥可·契訶夫（Michael Chekhov）的學生。巧合的是，麥可·契訶夫也在《意亂情迷》中演出，並且因此入圍生涯唯一一次奥斯卡金像奖（最佳男配角獎）。
英格麗·褒曼也在第二次世界大战期間前往阿拉斯加州勞軍，並且在戰爭結束不久也為了相同的目地前往歐洲，並目睹了戰爭造成的破壞。也是在這段時期，她結識了攝影記者罗伯特·卡帕。英格丽·褒曼在1948年的《凱旋門》 （Arch of Triumph）中扮演一位吸菸者，因此她後來也開始吸菸。

### 義大利時期：1949年－1957年
英格麗·褒曼與義大利導演羅伯托·羅塞里尼為了拍攝《火山邊緣之戀》（Stromboli）而互相認識，當時英格麗·褒曼已經在美國觀賞過他前兩部作品，並且為他著迷。在拍攝這部電影期間，英格麗·褒曼與羅伯托·羅塞里尼展開了外遇，並在1950年2月7日生下他們第一個孩子羅伯托·羅塞里尼。
因為英格麗·褒曼當時是全美國的偶像明星，所以這個事件在美國演變成一大醜聞。後來甚至導致她被民主黨參議員（Edwin C. Johnson）在美國參議院中所譴責，並稱她為「女人之中一個糟糕的範例並受到邪惡巨大的影響」。除此之外，英格麗·褒曼也被選為不受歡迎人物（persona non grata）。因為這次事件，英格麗·褒曼將自己放逐到義大利，離開美國的丈夫及女兒。最後她的丈夫佩特·林德斯特羅姆對於英格麗·褒曼的離棄提出控告，並因此贏得他們女兒的監護權。
英格麗·褒曼與羅伯托·羅塞里尼在1950年5月24日舉行婚禮，1952年再度生下一對雙胞胎女兒伊莎貝拉·羅塞里尼（Isabella Rossellini）與Isotta Ingrid Rossellini（Isotta Ingrid Rossellini），其中伊莎貝拉·羅塞里尼現在是一位知名的模特兒和演員。在接下來的幾年中，英格麗·褒曼演出幾部羅伯托·羅塞里尼執導的電影。英格麗·褒曼與羅伯托·羅塞里尼在1957年11月7日結束婚姻關係。
與羅伯托·羅塞里尼分手之後，英格麗·褒曼主演了讓·雷諾阿（Jean Renoir）執導的電影《多情公主》（Elena and Her Men）這是一部浪漫喜劇，英格麗·褒曼在劇中扮演一位波蘭公主。雖然這部電影並不成功，然而英格麗·褒曼的演出被認為是她最佳的表現之一。
英格麗·褒曼住在義大利的這段時期中，美國人對於她在私生活方面的不滿仍然沒有消失。在（Ed Sullivan）的電視節目中，英格麗·褒曼成為觀眾民調是否應該被原諒的對象之一。

### 晚期：1957年－1982年
英格丽·褒曼在1956年於《真假公主》中演出，並成功在美國電影圈中復出。她也因此第二次獲得奥斯卡最佳女主角奖。不過英格丽·褒曼沒有親自領取獎座，後來是由好友加里·格兰特來替她領獎。她直到1958年的奧斯卡頒獎典禮才首次在好萊塢公開亮相，當時她頒發了奥斯卡最佳影片奖。除此之外，在加里·格兰特介紹英格丽·褒曼出場後，她走上舞台並受到其他來賓起立熱烈的鼓掌。
英格丽·褒曼在生涯的剩餘時間繼續在美國與欧洲電影中演出，並偶爾在電視劇中出現，包括《The Turn of the Screw》，並以這次演出而奪得艾美奖最佳女主角獎的肯定。
在這期間，英格丽·褒曼也在幾部舞台劇中演出。除此之外，43歲的她與40歲的瑞典裔的製作人拉爾斯·施密特（Lars Schmidt）在1958年12月21日結婚，這次婚姻直到1975年拉爾斯·施密特去世後才結束。
美国参议院於1972年為了22年前在國會上攻擊她的行為對英格丽·褒曼表達歉意。英格丽·褒曼也在1973年成為當年戛纳电影节評審團的主席。
英格丽·褒曼以《东方快车谋杀案 (1974年电影)》中的演出而獲得第3座奧斯卡金像獎的肯定（也是首座奥斯卡最佳女配角奖），不過她在奧斯卡頒獎典禮中公開的宣稱這座獎項應該頒給意大利演員瓦伦蒂娜·科尔泰塞（Valentina Cortese，以《日以作夜》入圍這個獎項），當時英格丽·褒曼曾說「原諒我，瓦倫蒂娜·科爾泰塞。這並不是我願意的」。
除了瑞典語和英语（在抵達美國之後才學的），英格丽·褒曼还能说流利的法语、德语和意大利语。而且英格丽·褒曼也曾經使用以上各種語言來演出。
英格丽·褒曼在1978年演出瑞典名導英格玛·伯格曼的《秋光奏鳴曲》（Autumn Sonata），並以此片第7次入圍奧斯卡獎，這也是她最後一次在電影中出現。這部電影是在挪威拍攝的，在片中英格丽·褒曼飾演一位著名的鋼琴家與女兒之間的故事，被認為是英格丽·褒曼生涯最出色的演出之一。英格丽·褒曼並在1979年頒給亞弗列·希治閣美國電影學院的終生成就獎。
英格丽·褒曼後來以迷你電視劇《A Woman Called Golda》入圍艾美奖，並在劇中扮演以色列总理果尔达·梅厄的角色。這也是英格丽·褒曼最後一次演出。

## 去世

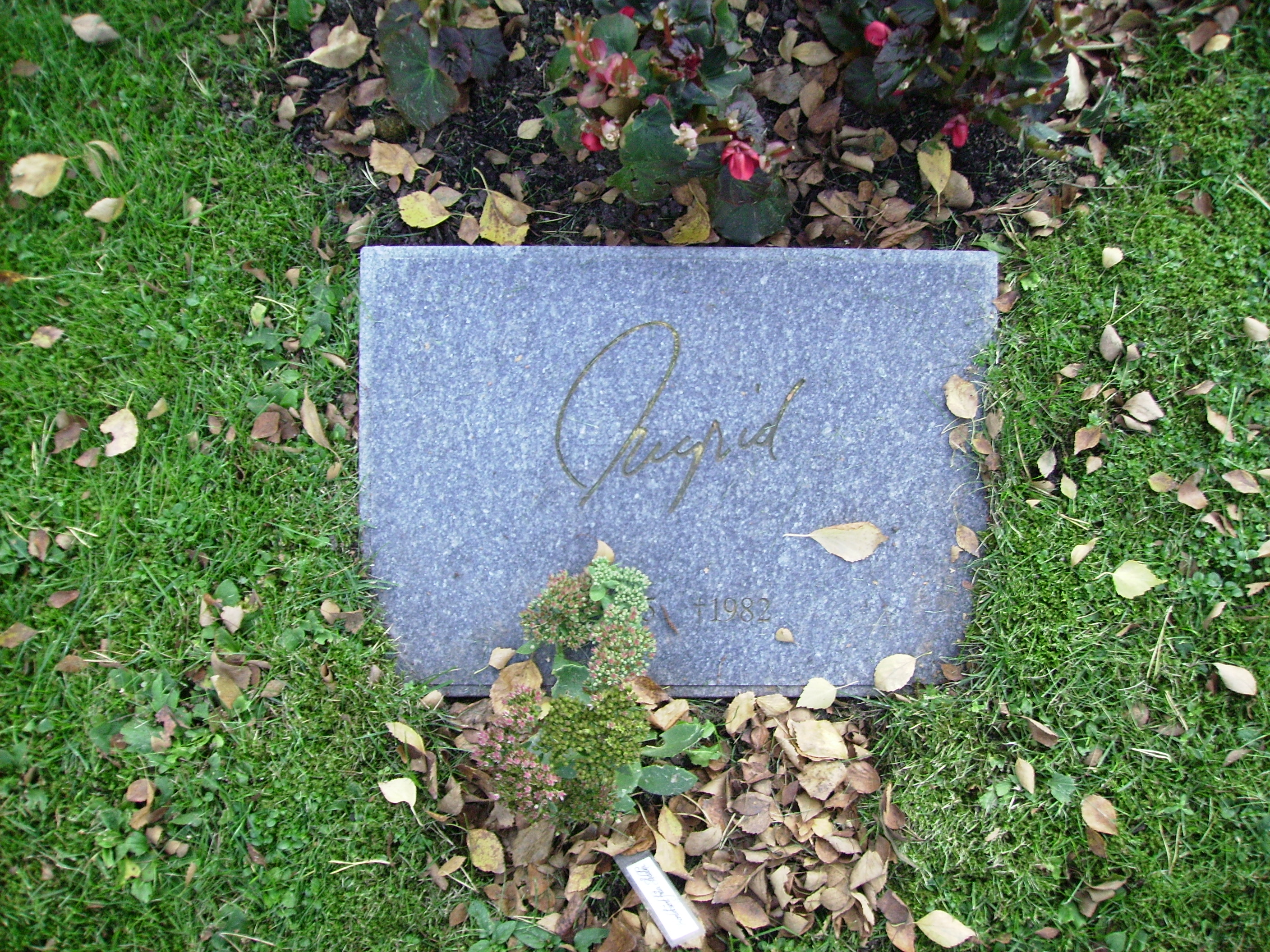
英格麗·褒曼在斯德哥尔摩的公墓

英格麗·褒曼在67歲生日當天（1982年8月29日）於英國倫敦去世，當時她已經罹患乳癌許久。精確的死因則是乳癌外科手術後產生的淋巴瘤併發症。她的遺體在瑞典火葬，大部分的骨灰被灑向大海，其餘的骨灰則同她的雙親一道埋在斯德哥尔摩的公墓。當時並有小提琴演奏著《北非諜影》的主旋律《As Time Goes By》來緬懷英格丽·褒曼在《北非諜影》中的演出。

## 自傳
英格丽·褒曼的自傳 Ingrid Bergman: My Story於1980年出版，內容包括她的童年、早期、好萊塢時期與羅伯托·羅塞里尼之間的關係等。這本自傳的出現是因為英格丽·褒曼的子女警告她：如果她不談論她的人生，人們將只能從傳言與訪談來認識她。

## 遺產
為了表揚英格丽·褒曼對電影產業的貢獻，她在好萊塢星光大道上被贈予一顆星星。英格丽·褒曼也成為一位文化偶像，不只是因為在《北非谍影》中的角色，而是演員生涯的全部。除此之外，英格丽·褒曼也被許多人認為是20世紀最重要的女演員之一。
一種混種的玫瑰也以英格麗·褒曼命名。

## 电影作品
| 年份 | 片名                         | 角色                              | 备注                                |
| ---- | ---------------------------- | --------------------------------- | ----------------------------------- |
| 1932 | 国际                         | Girl Waiting in Line              |                                     |
| 1935 | 门克布洛的伯爵               | Elsa Edlund                       |                                     |
| 1935 | 海浪                         | Karin Ingman                      |                                     |
| 1935 | 斯威登海姆一家               | Astrid                            |                                     |
| 1935 | 沃普尔吉斯之夜               | Lena Bergström                    |                                     |
| 1936 | 太阳那边                     | Eva Bergh                         |                                     |
| 1936 | 寒夜琴挑                     | Anita Hoffman                     |                                     |
| 1938 | 金元                         | Julia Balzar                      |                                     |
| 1938 | 四位女伴                     | Marianne Kruge                    |                                     |
| 1938 | 女人的面孔                   | Anna Holm, aka Anna Paulsson      |                                     |
| 1939 | 仅有的一夜                   | Eva Beckman                       |                                     |
| 1939 | 寒夜琴挑                     | Anita Hoffman                     |                                     |
| 1940 | 六月之夜                     | Kerstin Norbäc — aka Sara Nordanå |                                     |
| 1941 | 亚当有四子                   | Emilie Gallatin                   |                                     |
| 1941 | 情海妒潮                     | Stella Bergen Monrell             |                                     |
| 1941 | 化身博士                     | Ivy Peterson                      |                                     |
| 1942 | 北非谍影                     | Ilsa Lund                         |                                     |
| 1943 | 战地钟声                     | María                             | 提名-第16届奥斯卡金像奖最佳女主角奖 |
| 1944 | 煤气灯下                     | Paula Alquist Anton               | 获得-第17届奥斯卡金像奖最佳女主角奖 |
| 1945 | 爱德华大夫                   | Dr. Constance Petersen            |                                     |
| 1945 | 风尘双侠                     | Clio Dulaine                      |                                     |
| 1945 | 圣玛丽的钟声                 | Sister Mary Benedict              | 提名-第18届奥斯卡金像奖最佳女主角奖 |
| 1946 | 美人计                       | Alicia Huberman                   |                                     |
| 1948 | 凯旋门                       | Joan Madou                        |                                     |
| 1948 | 圣女贞德                     | Joan of Arc                       | 提名-第21届奥斯卡金像奖最佳女主角奖 |
| 1949 | 风流夜合花                   | Lady Henrietta Flusky             |                                     |
| 1950 | 火山边缘之恋                 | Karen                             |                                     |
| 1952 | 1951年的欧洲                 | Irene Girard                      |                                     |
| 1953 | 我们女人                     | Herself                           |                                     |
| 1954 | 意大利的旅行                 | Katherine Joyce                   |                                     |
| 1954 | 恐惧                         | Irene Wagner                      |                                     |
| 1954 | 火刑柱上的贞德               | Giovanna d'Arco (Joan of Arc)     |                                     |
| 1956 | 艾琳娜和她的男人们           | Princess Elena Sokorowska         |                                     |
| 1956 | 真假公主                     | Anna Koreff / Anastasia           | 获得-第29届奥斯卡金像奖最佳女主角奖 |
| 1958 | 钓金龟                       | Anna Kalman                       |                                     |
| 1958 | 六福客栈                     | Gladys Aylward                    |                                     |
| 1961 | 何日君再来                   | Paula Tessier                     |                                     |
| 1961 | 八月                         | Cameo                             |                                     |
| 1964 | 贵妇怨                       | Karla Zachanassian                |                                     |
| 1964 | 黄色香车                     | Gerda Millett                     |                                     |
| 1967 | 刺激                         | Mathilde Hartman                  |                                     |
| 1969 | 仙人掌花                     | Stephanie Dickinson               |                                     |
| 1970 | 春雨漫步                     | Libby Meredith                    |                                     |
| 1973 | 巴兹尔弗兰维勒太太的混乱档案 | Mrs. Frankweiler                  |                                     |
| 1974 | 东方快车谋杀案               | Greta Ohlsson                     | 获得-第47届奥斯卡金像奖最佳女配角奖 |
| 1976 | 花开花落                     | Countess Sanziani                 |                                     |
| 1978 | 秋日奏鸣曲                   | Charlotte Andergast               | 提名-第51届奥斯卡金像奖最佳女主角奖 |

## 获奖
1960年，在获得艾美奖之后，她成为第二位完成美国表演奖大满贯的女演员。
- 奥斯卡最佳女主角奖提名（1943年）－《战地钟声》
- 奥斯卡最佳女主角奖（1944年）－《煤气灯下》
- 奥斯卡最佳女主角奖提名（1945年）－《圣玛丽的钟声》
- 奥斯卡最佳女主角奖提名（1948年）－《圣女贞德》
- 奥斯卡最佳女主角奖（1956年）－《真假公主》
- 奥斯卡最佳女配角奖（1974年）－《东方快车谋杀案》
- 奥斯卡最佳女主角奖提名（1978年）－《秋光奏鸣曲》

## 外部連結

### 個人資料
- 英格丽·褒曼在互联网电影资料库（IMDb）上的資料（英文）
- TCM電影資料庫[永久]
- 互聯網百老匯資料庫（IBDB）上英格丽·褒曼的資料（英文）
- TCM Confidential: Ingrid Bergman
- Ingrid Bergman在TV.com
- 在Find a Grave上的英格丽·褒曼

### 官方網站
- Ingrid Bergman website by her family （页面存档备份，存于）
- Ingrid Bergman site run by CMG （页面存档备份，存于）
- 衛斯連大學中有關英格麗·褒曼的資料

### 訪談
- 1943 New York Times Interview （页面存档备份，存于）
- Larry King transcript （页面存档备份，存于）與英格麗·褒曼的女兒在《北非諜影》60週年時的訪談
- Excerpt from Isabella Rossellini's Some of Me that describes Ingrid Bergman's passion for cleaning （页面存档备份，存于）

### 相關影音資訊
- （法文） Television interview （页面存档备份，存于） 加拿大廣播公司記者Judith Jasmin於1957年7月15日
- （法文） Television interview （页面存档备份，存于） 1959年2月12日在JT 20H
- （法文） Television interview （页面存档备份，存于） 1960年11月19日
- Ingrid Bergman's Spoken Word Version of The Pied Piper of Hamelin
- Audio Recording of Ingrid Bergman in the NY Production of More Stately Mansions (1967) (Adobe Flash)

### 其他
- Immortal Ingrid
- The Complete Ingrid Bergman Page - A Fansite （页面存档备份，存于）
- Ingrid Bergman Memorial Page （页面存档备份，存于）
- Photographs and bibliography （页面存档备份，存于）

| 獎項                                  | 獎項                              | 獎項                                      |
| ------------------------------------- | --------------------------------- | ----------------------------------------- |
| 上一届： 珍妮佛·瓊斯 《聖女之歌》     | 奧斯卡最佳女主角 1944年           | 下一届： 瓊·克勞馥 《慾海情魔》           |
| 上一届： 珍妮佛·瓊斯 《聖女之歌》     | 金球奖剧情类电影最佳女主角 1944年 | 下一届： 英格麗·褒曼 《聖瑪麗的鐘聲》     |
| 上一届： 英格麗·褒曼 《煤氣燈下》     | 金球奖剧情类电影最佳女主角 1945年 | 下一届： 羅莎琳德·拉塞爾 《Sister Kenny》 |
| 上一届： 安娜·麥蘭妮 《玫瑰夢》       | 奧斯卡最佳女主角 1956年           | 下一届： 喬安·伍德沃德 《三面夏娃》       |
| 上一届： 安娜·麥蘭妮 《玫瑰夢》       | 金球奖剧情类电影最佳女主角 1956年 | 下一届： 喬安·伍德沃德 《三面夏娃》       |
| 上一届： 塔圖姆·歐尼爾 《紙月亮》     | 奧斯卡最佳女配角 1974年           | 下一届： 李·格蘭特 《洗髮精》             |
| 上一届： 瓦倫蒂娜·科蒂斯 《日以作夜》 | 英國電影學院獎最佳女配角 1974年   | 下一届： 黛安·拉德 《愛莉斯不住在這裡》   |